# Občina Dobrovnik
Občina Dobrovnik (madžarsko Dobronak, nemško Dobronack) je ena od občin Republiki Sloveniji.

## Lega
Občina, ki je bila ustanovljena leta 1998 leži na severovzhodu države ob glavni cesti Moravske Toplice-Lendava. Občina Dobrovnik na severovzhodu meji na občino Kobilje, na severu in vzhodu na Moravske Toplice, na jugozahodu na Turnišče, na jugovzhodu na Lendavo, ter na vzhodu na Republiko Madžarsko.

## Grb občine Dobrovnik
Grb občine Dobrovnik  je navpično razdeljen na tri polja: plavo, srebrno in zeleno, a čez vse se raztezajo trije zlati hribi nad zlato vrvico in navzdol obrnjeni cvet močvirskega tulipana (Fritillaria meleagris). Izbrane (po dve) barve predstavljajo Slovence in Madžare, ki živijo v občini. Zlata vrvica (proga) pa predstavlja plodna polja. Močvirski tulipan pa je zaščitena rastlina v občini.Trije nizki hribi so značilni za okolico in se na pečatih pojavljajo že v XIII. stoletju.
Grb so začeli uporabljati 07.10.2002.

## Naselja v občini
Dobrovnik, Strehovci, Žitkovci

## Prebivalstvo
Ob popisu leta 2001 je bila madžarščina materni jezik 675 (51,6 %) občanom, slovenščina 561 (44,6 %), hrvaščina pa 19 (1,5 %) osebam. Neznano je za 30 (2,3)% oseb. 1136 ali 86,9 % je rimokatoličanov.